# Asaf Epstein
Asaf Epstein (in ebraico אסף אפשטיין‎?; 1º agosto 1978) è un regista, sceneggiatore e produttore cinematografico israeliano.

## Biografia
Asaf Epstein nacque in Israele il 1º agosto 1978 da Lea e Hanan Epstein. È fratello maggiore di Efrat e Roni Epstein.
Quando era bambino, la famiglia si trasferì a Fort Worth, in Texas, dove Epstein frequentò una scuola privata ebraica. La famiglia quindi si ritrasferì nella città di Modiin in Israele dove frequentò le scuole superiori.
Nel 1995, la famiglia si trasferì nuovamente negli Stati Uniti a Dallas, in Texas, ed Epstein si iscrisse alla J. J. Pearce High School a Richardson.
Intorno ai vent'anni, Epstein lasciò la famiglia negli Stati Uniti e si ritrasferì in Israele per arruolarsi nelle Forze di difesa israeliane, accettando un lavoro d'ufficio presso l'Aeronautica militare.
Nei primi anni 2000, Epstein studiò cinematografia all'Università di Tel Aviv.

## Carriera
Dopo aver completato gli studi, Epstein produsse video promozionali indipendenti facendo uso di vari elementi animati al computer.
Nel 2008 prese parte alla produzione di due film: L'altra guerra, un dramma ambientato a Tel Aviv durante la seconda guerra del Libano, e Jaffawiye, un documentario sulla band hip-hop multiculturale System Ali.
Nel 2010, Epstein produsse L'appassimento della madre, un breve film drammatico riguardo alla complessa relazione tra una madre e suo figlio.
Nel 2011, iniziò a creare il premiato corto comico di fantascienza Schnitzel che egli scrisse, produsse e diresse. Schnitzel racconta la storia di un ragazzo e del suo incontro con un extra-terrestre che ha preso la forma di uno schnitzel. In un'intervista del 2016, Epstein disse di essere stato ispirato da E.T. l'extra-terrestre di Steven Spielberg, dalla sua esperienza personale di "ragazzo goffo ed eccentrico che si trovava a disagio nella sua stessa pelle" e da una gita scolastica durante la quale lui e i suoi compagni ricevettero per pranzo degli schnitzel.
Schnitzel, pubblicato nel luglio del 2014, ricevette numerosi riconoscimenti in diversi festival internazionali fra cui il miglior film internazionale al South Carolina Cultural Film Festival, miglior film di fantascienza al Hyart Film Festival e il Best International Coming-of-Age al Manhattan Film Festival nel 2015. Più tardi, lo stesso anno, Epstein vinse il titolo di miglior produttore di un film in lingua straniera al Festival Internazionale di Cinema di Madrid.

## Filmografia
- L'altra guerra (2008) - Tecnico delle luci
- Jaffawiye (2008) - Operatore di camera
- L'appassimento della madre (2010) - Produttore
- Schnitzel (2014) - Regista, sceneggiatore, produttore